# Ettore Ovazza
Ettore Ovazza (Turim, 21 de Março de 1892 – Verbania, 11 de Outubro de 1943) foi um banqueiro e homem de negócios italiano de origem judaica, que tomou o partido do fascismo.

## Biografia
Ettore Ovazza, filho de Ernesto Ovazza, judeu assimilado, tinha participado na Primeira Guerra Mundial como tenente de artilharia, tendo participado na batalha de Caporetto. Proprietário de um banco em Turim, junta-se aos Camisas Negras após a marcha sobre Roma, para contrariar o socialismo que ameaçava a ordem estabelecida.
Membro do Partido Nacional Fascista, colabora no jornal La Nostra Bandiera ("A Nossa Bandeira"), no qual se afirmava o apoio dos judeus ao novo regime (em Itália, à época, um em cada três judeus adere ao fascismo). Consegue uma entrevista com o Duce em 1929.
Apesar das Leggi razziali de 1938, continua como membro do partido fascista, mas após o início da Segunda Guerra Mundial que concluiu – em detrimento de Mussolini – o Eixo Roma-Berlim, Ettore Ovazza é obrigado a demitir-se do partido e a vender o seu banco.
A 9 de Outubro de 1943, quando tentava atravessar a fronteira ítalo-suíça, Ettore Ovazza é preso juntamente com a sua mulher Nella, o seu filho Riccardo (nascido em 1923) e a sua filha Elena (nascida em 1928) em Gressoney (Vale de Aosta) pela Gestapo. Depois de detidos na prisão de Domodossola, são assassinados dois dias depois nos subterrâneos de uma escola de Stresa.

## Publicações
- E. Ovazza, Il diritto internazionale e la conflagrazione bellica. La proprietà privata. Turim: Tipografia Baravalle e Falconieri, 1915.
- L. Perigozzo, O bionda creatura (canto e piano), texto de E. Ovazza. Turim: Perosino, 1915.
- E. Ovazza, L'uomo e i fantocci. Verità in tre momenti. Milão: Modernissima, 1921.
- E. Ovazza, Ghirlande (liriche). Milano: Modernissima, 1922.
- E. Ovazza, In margine alla storia. Riflessi della guerra e del dopoguerra (1914-1924), prefácio de V. Buronzo. Turim: Casanova, 1925.
- L. Perigozzo, Quattro impressioni, texto de E. Ovazza. Bolonha: Bongiovanni, 1925.
- E. Ovazza, Diario per mio figlio. Turim: Sten, 1928.
- E. Ovazza, Lettere dal campo (1917-1919), com notas explicativas, prefácio de D.M. Tuninetti. Turim: Casanova, 1932.
- E. Ovazza, Politica fascista. Turim: Sten, 1933.
- E. Ovazza, Sionismo bifronte. Rome: Pinciana, 1935.
- E. Ovazza, L'Inghilterra e il mandato in Palestina, prefácio de A. Pozzi, Roma: Pinciana, 1936.
- E. Ovazza, Sita (poemetto indiano), xilogravura de B. Bramanti. Florença: Rinascimento del Libro, 1937.
- E. Ovazza, Il problema ebraico. Risposta a Paolo Orano. Rome: Pinciana, 1938.
- E. Ovazza, Guerra senza sangue (Da Versaglia a Monaco). Rome: Pinciana, 1939.